# أولريكا باش

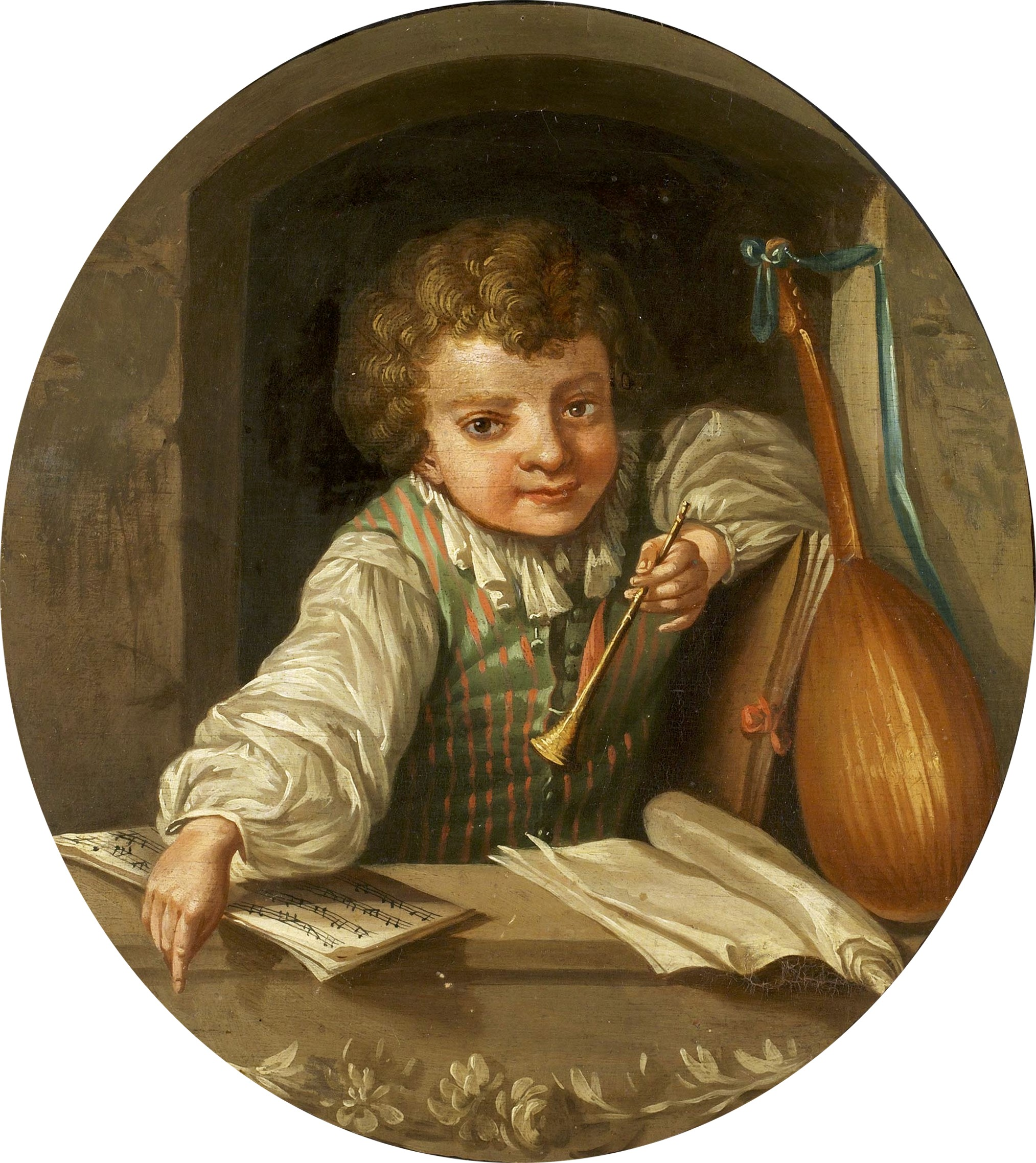
صبي مع الناي

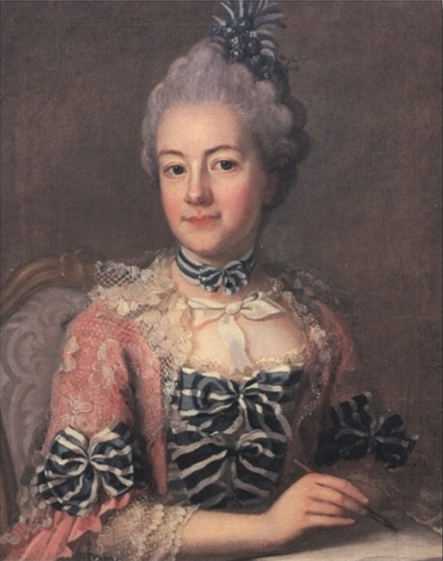
هيدفيج شارلوتا نوردنفاشت

أولريكا «أولا» فريدريك باش (بالسويدية: Ulrika Pasch)‏ (10 يوليو 1735 في ستوكهولم - 2 أبريل 1796 في ستوكهولم)، رسامة روكوكو سويدية وفنانة منمنمات، وعضوة في الأكاديمية الملكية السويدية للفنون .

## السيرة الشخصية

### التعليم والعمل المبكر
كانت أولريكا باش ابنة الرسام لورنس باش الأكبر ‏ وآنا هيلينا بيكمان، وابنة أخت الفنان يوهان باش ، وأخت الرسام لورنس باش الأصغر ‏ . كان جدها، الرسام دانكوارت باش (المتوفى عام 1727) قد هاجر إلى السويد من لوبيك. بعد وفاة جدها في عام 1727، تم إدارة الاستوديو العائلي من قبل جدتها جوديث لارسدوتر حتى تم الاستيلاء عليه من قبل عمها، يوهان باش ، في عام 1734. ابن عمها، مارغريتا ستافيل ، كان فنانا في دراسة المخطوطات .
تم تدريس أولريكا باش وشقيقها الرسم والتصوير من قبل والدهما. على عكس شقيقتها هيدفيج لوفيسا باش (1744-1796) تم تدريس أولريكا كونها أظهرت موهبة مبكرة للعمل. لم تصبح هيدفيج لوفيسا فنانة أبدًا، على الرغم من أنه قد ذكر أنها تركت بعض الرسومات التي لم تكن بلا موهبة. من 1752 حتى 1766، درس شقيقها الفن في الخارج. خلال هذه الفترة، تراجعت مهنة والدها، لأنه فشل في التكيف مع أسلوب الروكوكو الجديد. وبالتالي، واجهت الأسرة صعوبات اقتصادية. كانت أولريكا باش، بعد وفاة والدتها في عام 1756، تعمل مدبرة منزل في بيت أرمل خالتها، الصائغ غوستاف ستافيل الأكبر.
ومع ذلك، سمح لها عمها بالرسم في وقت فراغها وتطوير موهبتها الفنية، وبدأت في الرسم والعمل مقابل المال. يقال أنها بدأت في تلقي الطلبات كفنانة في نفس العام الذي أصبحت فيه رسميا مدبرة منزل. بعد فترة وجيزة، كانت قادرة على دعم والدها وشقيقتها ماليا كرسامة صور محترفة. وبحسب ما ورد، تمكنت من تحقيق هذا النجاح وبناء عملاء بسرعة من خلال أسعارها المعقولة. كانت قادرة على الانتقال إلى شققها الخاصة وإنشاء استوديو خاص بها. ومع عودة شقيقها إلى السويد في عام 1766، كانت قد دعمت الأسرة لمدة عشر سنوات.

### مهنتها
في عام 1766، عاد شقيقها لورنس باش الأصغر إلى ستوكهولم، ومنذ ذلك الحين، عمل الأخوان معًا. وقد وصف تعاونهم بأنه مبني على الاحترام والوئام المتبادلين. قاموا بمشاركة الاستوديو الخاص بهم وتوجيه بعضهم البعض في عملهم، بينما تمكنت أختهم هيدفيج لوفيسا من إدارة منازلهم. وصفت هيدفيج لوفيسا بأنها مدبرة منزلها، وألمح معاصرون أن هيدفيج انتحرت بالفعل بعد وفاة شقيقتها في عام 1796، حيث توفيت في وقت لاحق من نفس العام.
من المعروف أن أولريكا كانت ترسم التفاصيل في لوحات أخيها، تلك التفاصيل التي كان يجدها هو متعبة، خاصة تفاصيل المنسوجات والملابس. كان لدى باش مهنة نشطة وناجحة حتى وفاتها، وكثيراً ما كان يطلبها أعضاء من البلاط الملكي والأرستقراطية.
كشخص، تم وصف أولريكا على أنها شخصية متواضعة، لم تنكر أبدًا أن عملها هو وسيلة لدعمها ماليا. كما أنها وصفت بأنها شخصية بسيطة وذات روح مرحة، وكان التواجد حولها سهلا وكان يمكنها التكيف مع كل موقف.

### الأكاديمية الملكية السويدية للفنون
تأسست الأكاديمية الملكية السويدية للفنون في عام 1773 وكان هناك 15 عضوًا تم قبولهم من قبل الأكاديمية في ذلك العام. كانت باش هي الأنثى الوحيدة التي أصبحت عضوًا في تلك السنة  وهو تقدير يبدو أنه إستحقّ عن جدارة داخل الأكاديمية.
أصبحت عضوًا في نفس الفترة مع أخيها. على عكس نظرائها من الرجال، ولكن لم تحصل على معاش تقاعدي من التاج على الرغم من النداءات المتكررة.
شاركت في معارض الأكاديمية، وعلى الأخص عام 1794.
في عام 1798، ألقى ثور وينبرغ خطاب تأبينها، ذكرى أولريكا فريدريا باش (Minne af Ulrica Fredria Pasch).
أولريكا باش هي الفنانة الأكثر شهرة ونجاحًا في السويد، وربما أيضًا في باقي الدول الاسكندنافية (بين الفنانين الذين عملوا بالفعل في هذه البلدان) قبل القرن التاسع عشر.

### أعمال
- Captain Carl Adolf Möllersvärd, 1775, oil on canvas, Finnish National Gallery[5]
- Catharina Charlotta L'Estrade, 1780, oil on canvas, Finnish National Gallery[5]
- Hedvig Ulrika Hedengran, 1772, oil on canvas, Finnish National Gallery[5]
- Portrait of a Lady, oil on canvas, Finnish National Gallery[5]
- Portrait of Carl Johan von Schultzenheim, 1776, oil on canvas, Finnish National Gallery[5]

## في الخيال
تم تمثيل أولريكا باش في رواية Pottungen (تشاينا وعاء الطفل) من قبل آنا لاستاديوس لارسون في عام 2014، حيث أصبحت، إلى جانب آنا ماريا لينجرين ، وأولريكا ويدستروم ، وجانا فون لانتنغسهاوزن ، وماريان إرينستروم ، وصوفي فون فيرسن، عضوات في جمعية بلو ستوكينغز. التي أسستها هيدفيغ إليزابيث شارلوت من هولشتاين-جوتورب.